# Verkförteckning för Anton Bruckner

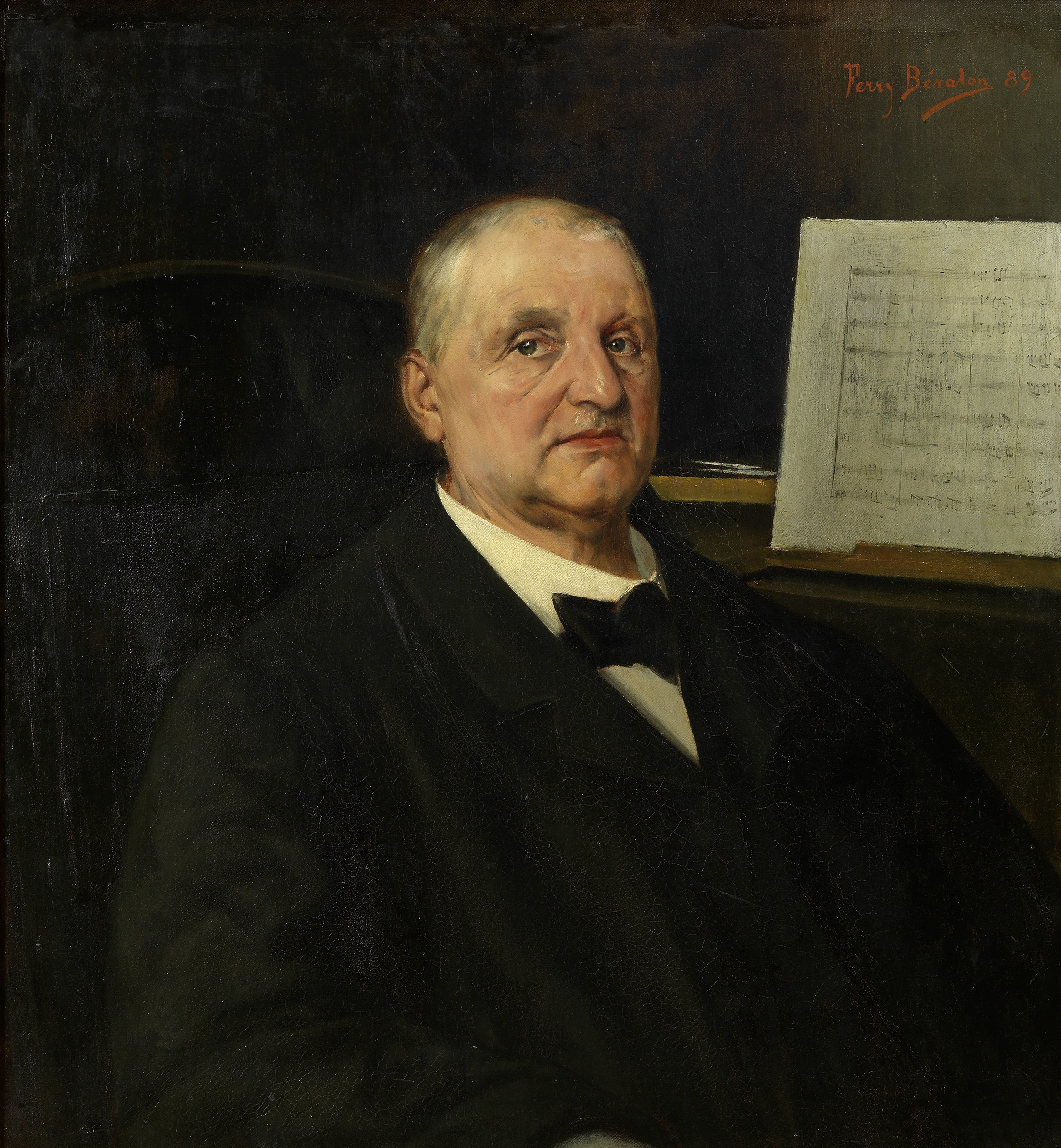
Porträtt av Anton Bruckner utfört av Ferry Bératon 1889.

Detta är en förteckning över Anton Bruckners verk.

## Instrumentalmusik

### Symfonier
- Symfoni f-moll Studiesymfonin 1863. Publicerad 1973 (Nowak). Uruppförd i Klosterneuburg 18 mars 1924 (sats 1, 2, 4), 12 okt 1924 (sats 3).
- Symfoni nr 0 d-moll 1863-64, rev. 1869. Publicerad 1924 (Wöss), 1968 (Nowak). Uruppförd i Klosterneuburg 12 oktober 1924.
- Symfoni nr 1 c-moll 1865-66, smärre ändringar 1868 till uruppförandet, 1877 och 1884 (Adagio). Publicerad 1934 (Haas), 1953 (Nowak). Uruppförande i Linz 9 maj 1868.
  - Reviderad 1890-91. Publicerad 1893 (Eberle), 1934 (Haas).
- Symfoni B-dur 1869 (skisser till sats 1)
- Symfoni nr 2 c-moll Pausensinfonie 1871—1872 (små ändringar inför uruppförandet 1873). Publicerad 1938 (Haas). Uruppförande i Wien 26 okt 1873.
  - Reviderad med Herbeck 1875—76, små ändringar 1879, 1891—1892. Publicerad 1892 (Eberle), 1965 (Nowak). Uruppförande i Wien 20 februari 1876
- Symfoni nr 3 d-moll Wagnersymfonin 1873 (justeringar 1874). opublicerad. Uruppförande i Dresden 1 december 1946.
  - Reviderad 1876—77. Publicerad 1878 (Rättig), 1950 (Oeser). Uruppförd i Wien 16 december 1877
  - Reviderad (Franz Schalk) 1888—89. Publicerad 1890 (Schalk), 1959 (Nowak). Uruppförd i Wien 21 december 1890.
- Symfoni nr 4 Ess-dur Den romantiska 1874. Uruppförd i Linz 20 september 1975.
  - Reviderad 1877-78 (nytt scherzo), 1879-1880 (ny final), småändringar 1881, 1886. Publicerad 1889 (Schalk, Löwe), 1936, 1944 (Haas), 1953 (Nowak). Uruppförande i Wien 20 februari 1881.
  - Reviderad 1887—88 (version av Löwe) Publicerad 1890 (Gutmann). Uruppförd i New York 1886.
- Symfoni nr 5 B-dur 1875—76 (små revideringar 1877—78). Publicerad 1896 (Franz Schalk), 1938 (Haas), 1951 (Nowak), 1978. Uruppförd i Graz 8 april 1894 (i Schalks oauktoriserade version), i München 20 oktober 1935.
- Symfoni nr 6 A-dur 1879—81. Publicerad 1899 (Hynais), 1935 (Haas), 1952 (Nowak). Uruppförd i Wien 11 februari 1883 (sats 2, 3) i Wien 26 febr 1899 (beskuren), i Stuttgart 14 mars 1901.
- Symfoni nr 7 E-dur 1881—83. Publicerad 1885 (Schalk, Löwe), 1944 (Haas), 1954 (Nowak). Uruppförd i Leipzig 30 december 1884.
- Symfoni nr 8 c-moll 1884—87. Publicerad 1973 (Nowak). Uruppförd i London 2 september 1973.
  - Reviderad med Josef Schalk 1889-90. Publicerad 1892 (Josef Schalk), 1935 (Haas), 1955 (Nowak). Uruppförd i Wien 18 december 1892.
- Trio F-dur 1889 (för Scherzo till symfoni nr 9).
- Symfoni nr 9 d-moll Dem lieben Gott 1887-94 (finalen ofullbordad 1894-96). Publicerad 1903 (Löwe), 1934 (Orell), 1951 (Nowak), 1963 (Schönzeler). Uruppförd i Wien 11 februari 1903 (Löwes egen version), i München 2 april 1932.

### Övriga orkesterverk
- Apollonmarsch för militärband 1862 (ifrågasatt äkthet).
- 4 Orkesterstycken (d-moll marsch, Ess-dur, e-moll, F-dur) 1862. Publicerad 1934 (Orel). Uruppförd i Wien 13 oktober 1924 (Essdur), Klosterneuburg 12 oktober 1924 (Marsch)
- Uvertyr g-moll 1862-63. Publicerad 1921 (Orel), 1934. Uruppförd i Klosterneuburg 8 september 1921.
- Marsch Ess-dur för militärband 1865.
- Scherzo g-moll 1865 (för Symfoni nr 1).
- Adagio Ass-dur 1865-66 (ursprunglig sats 2 till symfoni nr 1).

### Kammarmusik
- Aequale för tre tromboner 1847.
- Stråkkvartett c-moll 1862. Publicerad 1955 (Nowak).
- Abendklänge för violin och piano 1866.
- Stråkkvintett F-dur 1878—79. Publicerad 1884, 1963 (Nowak).
- Intermezzo för stråkkvintett 1879. Publicerad 1913, 1963 (Nowak).

### Pianoverk
- Lancier-Quadrille aus beliebten Opernmelodin zusammengestellt ca 1850.
- Steiermärker ca 1850.
- 3 Stücke für Pianoduett 1852—54.
- Quadrille för pianoduett ca 1854.
- Klavierstück Ess-dur ca 1856.
- Stille Betrachtungen an einem Herbstabend 1863.
- Erinnerung Ass-dur ca 1868.
- Fantasi G-dur 1868.

### Orgelmusik
- 4 Preludier Ess-dur 1836.
- Preludium Ess-dur 1837.
- 2 Stücke: Vorspiel d-moll, Nachspiel d-moll 1846/52.
- Vorspiel und Fuge c-moll 1847.
- Fuge d-moll 1861.
- Preludium C-dur 1884.

## Vokalmusik

### Större sakrala verk
- Mässa C-dur för kontraalt, 2 horn och orgel ca 1842. Uruppförd i Windhaag 1842.
- Körmässa för skärtorsdagen F-dur 1844.
- Requiem för manskör och orgel 1845 (försvunnen)
- Missa pro Quadragesima g-moll för 4-stämmig kör, orgel, 2 tromboner ca 1846 (endast skisser till Kyrie).
- Requiem d-moll för 4 solister, 4-stämmig kör, orkester och orgel 1848—49, rev 1854 och 1894. Publicerad 1931 (Haas) och 1966 (Nowak). Uruppförd i St Florian 15 september 1849.
- Mässa Ess-dur för 4-stämmig kör, orkester och orgel ca 1850 (skisser till Kyrie)
- Magnificat B-dur för 4 solister, 4-stämmig kör, orkester och orgel 1852. Uruppförd i St Florian 15 augusti 1852.
- Psalm 114 för 5-stämmig kör och tre tromboner 1852. Uruppförd i Linz 1 april 1906.
- Psalm 22 för 4-stämmig kör och piano ca 1852. Uruppförd i St Florian 11 oktober 1921.
- Missa Solemnis b-moll för 4 solister, 4-stämmig kör, orgel och orkester 1854. Publicerad 1934 (Haas). Uruppförd i St Florian 14 september 1854.
- Psalm 146 A-dur för 4 solister, 4-stämmig kör och orkester ca 1860. Publicerad 1971 Uruppförd i St Florian 14 december 1861.
- Psalm 112 för 4-stämmig dubbelkör och orkester 1863 (ofullbordad). Fullbordad version tryckt 1962 (Wöss). Uruppförd i Vöcklabruck 14 mars 1926.
- Mässa nr 1 d-moll för 4 solister, 4-stämmig kör, orgel och orkester 1864, rev. 1876 och 1881—82. Publicerad 1892 och 1957 (Nowak). Uruppförd i Linz 20 november 1864.
- Mässa nr 2 e-moll för 8-stämmig kör och biåsinstrument 1866, rev. 1869, 1876 och 1882. Publicerad 1896. 1882 års version publicerad 1940 (Flaas & Nowak), 1959 (Nowak). Uruppförd i Linz 29 september 1869.
- Mässa nr 3 f-moll för 4 solister, 4-stämmig kör, orgel och orkester 1867-68, rev. 1872, 1876, 1877, 1881, 1883 och 1890-93. Publicerad 1894 (rev. 1 Schalk), 1881 års rev. 1944 (Haas), 1960 (Nowak). Uruppförd i Wien 16 juni 1872.
- Requiem d-moll (Fragment) 1875.
- Te Deum C-dur för 4 solister, 8-stämmig kör, orgel och orkester 1881-84. Publicerad 1885 och 1962 (Nowak). Uruppförd i Wien 10 januari 1886.
- Psalm 150 för sopransolo, 4-stämmig kör och orkester 1892. Publicerad 1892, 1964 (Grasberger). Uruppförd i Wien 13 november 1892.

### Smärre sakrala verk
- Pange lingua C-dur för 4-stämmig kör 1835 eller c;a 1842, rev. 1891.
- Libera F-dur för 4-stämmig kör och orgel c:a 1843.
- Herz Jesu-Lied för 4-stämmig kör och orgel c:a 1845 (äktheten ifrågasatt).
- O du liebes Jesukind för röst och orgel c:a 1845 (äkteheten ifrågasatt)
- 2 Asperges me för 4-stämmig kör och orgel 1845.
- Tantum ergo D-dur för 4-stämmig kör c:a 1845.
- Tantum ergo A-dur för 4-stämmig kör och orgel c:a 1846.
- 5 Tantum ergo (Ess-dur, C-dur, B-dur, Ass-dur och D-dur) för 4-stämmig kör (nr 5 för 5-stämmig kör och orgel) 1846, rev. 1888. nr 1-4 publicerade 1888.
- Dir Herr, dir will ich mich ergeben, koral, för 4-stämmig kör c:a 1847.
- In jener letzten der Nächte, koral, för 4-stämmig kör 1848.
- 2 Totenlieder 1852
- Libera me, Domine f-moll för 5-stämmig kör, tre tromboner och orgel 1854.
- Tantum ergo B-dur för 4-stämmig kör, två violiner och två "clarini" ca 1854.
- Ave Maria för soloröster, 4-stämmig kör och orgel 1856. Publicerad under Bruckners levnad.
- Ave Maria F-dur för 7-stämmig kör 1861.
- Afferentur regi virgines offertorium F-dur för 4-stämmig kör och tre tromboner 1861.
- Inveni David offertorium f-moll för 4-stämmig manskör, fyra tromboner och orgel 1868.
- Iam lucis orto sidera fry gisk hymnus för 4-stämmig kör 1868. Publicerad 1868.
- Fange lingua frygisk motett för 4-stämmig kör 1868. Publicerad 1868.
- Locus iste graduale C-dur för 4-stämmig kör 1869. Publicerad 1886.
- Totu pulchra es Maria antifon E-dur för tenor, 4-stämmig kör och orgel 1879, rev. 1896. Publicerad 1886.
- Christus factus est pro nobis gradual för 6-stämmig kör, tre tromboner och två violiner 1879, rev. ca 1896. Publicerad 1886.
- Ave Regina coelorum (harmoniserad gregoriansk sång) ca 1879.
- Os justi meditabitur sapientiam lydisk gradual för 4—8-stämmig kör 1879. Publicerad 1886.
- Ave Maria för kontraalt och orgel 1882.
- Salvum fac populum för 4-stämmig kör 1884.
- Christus factus est gradual för 7-stämmig kör 1884. Publicerad 1886.
- Virga Jesse foruit (Alleluja-Hymnus) e-moll för 4-stämmig kör 1885. Publicerad 1886.
- Ecce sacerdos magnus gradual a-moll för 4—7-stämmig kör, tre tromboner och orgel 1885.
- Vexilla regis produent frygisk motett för 4-stämmig kör 1892.

### Profana körverk
- Vergissmeinnicht (Marinelli) kantat för solokvartett, 8-stämmig kör och piano 1845 (3 versioner).
- Entsagen (Redwitz) för soloröster, kör och orgel (eller piano) ca 1851.
- Heil, Vater! Dir zum hohen Feste! (Marinelli) kantat för manskvartett, 6-stämmig kör och brass 1852.
- St lodok, Spross aus edlem Stamm festsång för soloröster och piano 1855.
- Auf Brüder, auf, und die Saiten zur Hand (Marinelli) för manskvartett, manskör, 8-stämmig blandad kör, träblåsare och brass 1855.
- Das edle Herz (Marinelli) c:a 1862.
- Du bist wie eine Blume (Heine) för solokvartett 1862.
- Wahlspruch für den gemischten Chor der Liedertafel Frohsinn in Linz 1868.

### Manskörer
- An dem Feste 1843 (senare reviderad som Tafellied 1893).
- Das Lied vom deutschem Vaterland c:a 1845.
- Ständchen c:a 1846.
- Festlied c:a 1846.
- Der Lehrerstand c:a 1847.
- Sternschnuppen c:a 1848.
- 2 Sängerprüche 1851.
- Das edle Herz (Marinelli) c:a 1851.
- Die Geburt 1852.
- Vor Arneths Grab med tre tromboner 1854.
- Lasst Jubelklänge laut erklingen (A Weiss) med brass 1854.
- Des Dankes Wort sei mir gegönnt 1855.
- Am Grabe (Grabgesang) 1861.
- Preiset den Herrn (Pammesberger) festkantat för 4-stämmig manskör, träblåsare, brass och pukor 1862.
- Am Abendhimmel I Ass-dur (Zedlitz) c:a 1862.
- Germanenzug (Silberstein) med brass 1863. Publicerad 1865.
- Herbstlied (F Sallet) med två sopraner och piano 1864.
- Um Mitternacht I (R Prutz) med kontraalt och piano 1864.
- Trauungslied (Proschko) med orgel 1865.
- Der Abendhimmel II F-dur (Zedlitz) för manskvartett 1866.
- O könnt ich dich beglücken 1866.
- Vaterländisches Weinlied (Silberstein) 1866.
- Wahlspruch für die liedertafel Sierning 1868.
- Mitternacht (J Mendelssohn) med tenorsolo och piano 1870.
- Das hohe Lied (Mattig) med tre solister och blåsorkester 1876.
- Trösterin Musik (A Seuffert) med orgel 1877 (ursprungligen kallad Nachruf).
- Zur Vermählungsfeier (Silberstein) 1878.
- Sängerbund (Kerschbaum) 1882.
- Um Mitternacht II (R Prutz) med tenorsolo 1886.
- Das deutsche Lied (E Fels) med brass 1892.
- Helgoland (Silberstein) med orkester 1893.

### Sånger
- Frühlingslied (Heine) 1851.
- Amaranths Waldeslieder (O Redwitz) ca 1858 (Publicerad i Die Musik, Berlin 1902).
- Im April (Emanuel Geibel) c:a 1868.
- Mein Herz und deine Stimme (Platen) c:a 1868.
- Herbstkummer (Ernst) c:a 1868.